# Фронтпроекция

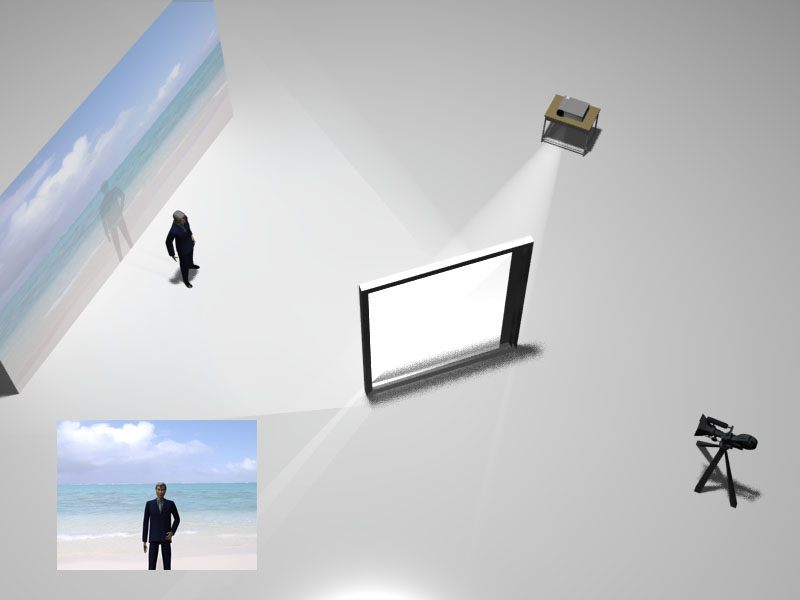
Один из способов фронтпроекции фонового слайда

Фронтпрое́кция, Фронт-прое́кция — кинематографическая технология комбинированных съёмок, позволяющая совмещать изображения актёров или предметов с предварительно отснятым на киноплёнку фоном. В отличие от рирпроекции, когда фон проецируется на полупрозрачный экран сзади, при фронтпроекции изображение попадает на непрозрачный световозвращающий (ретрорефлексный) экран спереди с таким расчётом, чтобы киносъёмочный аппарат не фиксировал тени от актёров, располагающихся перед экраном.

## Технология
Прообразом этой относительно новой технологии был способ комбинированных съёмок на фоне сферического зеркала, установленного таким образом, чтобы свет от кинопроектора отражался в ту же точку, из которой пришёл. Таким способом могли сниматься небольшие предметы, поскольку изготовление больших сферических зеркал практически невозможно. Съёмка комбинированных кадров больших объёмов с участием актёров стала возможна с появлением световозвращающего материала «Скотчлайт» (англ. Scotchlight), разработанного американской компанией 3M в 1939 году для улучшения ночной видимости дорожных знаков. Покрытие, состоящее из микроскопических стеклянных шариков всегда отражает свет в том же направлении, с которого он пришёл, благодаря чему падение яркости изображения на краях экрана не превышает 10%. Метод съёмки, изобретенный и впервые опробованный Филиппом Палмквистом (англ. Philip V. Palmquist) в 1949 году, позже стал широко применяться в кинематографе под названием «фронтпроекция». Использование плоского ретрорефлексного экрана позволило получить коэффициент усиления интенсивности отражения в 100 раз по сравнению с традиционным белым киноэкраном из поливинилхлорида. Белый экран отражает свет равномерно во все стороны, а ретрорефлексный возвращает в небольшое пятно, совпадающее с входным зрачком объектива, практически аналогично сферическому зеркалу. Это дало возможность увеличивать ширину экрана вплоть до 35 метров вместо 5—6 при рирпроекции, и усиливать глубину резкости за счёт закрытия диафрагмы камеры до значения f/5,6~8 вместо f/2,3~2,8, доступных при рирпроекции.  
Для съёмки по этому способу актёрская сцена разыгрывается перед ретрорефлексным экраном, на который кинопроектор проецирует заранее отснятое фоновое изображение. Перед объективом проектора под углом 45° устанавливается полупрозрачное зеркало, отражающее свет от экрана в объектив киносъёмочного аппарата. Последний устанавливается с таким расчётом, чтобы оптически совместить в зеркале объективы проектора и камеры, расположенных под прямым углом друг к другу. Это даёт возможность сделать тени, отбрасываемые актёрами на экран, невидимыми для киносъёмочного аппарата, как если бы свет выходил из его объектива. Напротив камеры за зеркалом размещают световую ловушку, например лист чёрного бархата, исключающего нежелательную засветку сквозь полупрозрачный светоделитель. Актёры освещаются дополнительными лампами, не влияющими на контраст фонового изображения, поскольку экран отражает свет обратно к его источнику, а не в камеру. В то же время, изображение фона, попадающее на актёров, практически не фиксируется киноплёнкой из-за очень большой разницы в отражающей способности объектов без ретрорефлексного покрытия по сравнению с экраном. Без дополнительной подсветки актёр, даже одетый в серебристый светоотражающий костюм, отображается на киноплёнке как чёрный силуэт на ярком фоне, поскольку экран отражает свет до 100 раз интенсивнее любых других покрытий.
Так же, как при рирпроекции, работа кинопроектора и киносъёмочного аппарата синхронизируются таким образом, чтобы открытие обтюратора проектора всегда совпадало с открытием обтюратора камеры. Это достигается использованием общего привода обоих устройств, как правило собранных в единый агрегат. Масштаб изображения фона, получаемого в камере, не зависит от расстояния до экрана, благодаря совпадению оптических осей и поля зрения объективов киносъёмочного и кинопроекционного аппаратов. Благодаря этому, экран может состоять из отдельных частей, расположенных на разных расстояниях, и актёры могут уходить за него непосредственно в кадре. Таким образом, например, можно снять выход человека из-за угла дома, изображённого на спроецированном фоне.

## Применение
В съёмках художественных кинокартин технология впервые использована в 1963 году японскими кинематографистами в сценах с яхтами фильма «Матанго». В 1966 году метод был использован Стенли Кубриком в фильме «Космическая одиссея 2001 года». В качестве фона для сцены доисторического пролога был выбран африканский пейзаж, но из соображений экономии бюджета было решено отснять обезьян в голливудской студии. Ландшафт был сфотографирован в Африке на крупноформатный диапозитив Kodak Ektachrome 8 × 10 дюймов и совмещён методом фронтпроекции на экран шириной 110 футов. 
Для съёмок фильма «Супермен» технология была усовершенствована: использование вариообъективов в кинопроекторе и киносъёмочном аппарате с синхронным изменением фокусного расстояния позволило имитировать полёт актёра к камере и от неё относительно неподвижного фона. В СССР для съёмки по методу фронпроекции в 1972 году в НИКФИ налажен выпуск установки «ФПГ-70», совмещающей киносъёмочный и кинопроекционный аппараты в едином агрегате на передвижном шасси. В 1974 году на «Мосфильме» оператором Игорем Фелициным был снят фильм «Последнее дело Фантомаса», а на Киностудии имени М. Горького «Отроки во Вселенной». Обе картины были экспериментальными и показали возможности и перспективы использования фронтпроекции. На киностудии имени А. Довженко была разработана установка «ФПВ-35» с более эффективной металлогалогенной проекционной лампой «ДРИШ-4000». С её помощью были отсняты комбинированные кадры фильмов «Бастион», «Перелёт через Атлантику», «Контрудар» и «Трудно быть богом».
В начале 1980-х годов появился ещё один вариант фронтпроекции, позволяющий совмещать актёрскую сцену не только с фоном, расположенным позади, но и с другим изображением, «располагающимся» впереди актёров. Такая технология, получившая название «Интровижн» (англ. IntroVision), основана на использовании двух кинопроекторов и двух отражающих экранов, образующих прямой угол. Перед объективом камеры располагаются два полупрозрачных зеркала, также перпендикулярных друг другу. Изображение, проецируемое на второй экран, отражается в ближайшем к объективу киносъёмочного аппарата зеркале и выглядит расположенным перед актёрами. Впервые такая техника использовалась в боевике «Чужбина», чтобы совместить изображение героя Шона Коннери и других персонажей с макетами колонии Ио. В дальнейшем «Интровижн» применялась при съёмке многих кинокартин, таких как «В осаде», «Армия тьмы», «Беглец» и других.  
По сравнению с рирпроекцией фронтпроекция обладает рядом существенных преимуществ. Требуемый световой поток кинопроектора в несколько раз ниже, что позволяет получать яркое изображение на экране и сильнее диафрагмировать съёмочный объектив, получая большую глубину резкости. Кроме того, актёры видят фон и могут согласовывать свои действия с изменениями изображения, что выгодно отличает метод от блуждающей маски. Нужные изображения совмещаются уже в исходном негативе, не требуя сложной печати и изготовления масочных киноплёнок. Однако распространение новейших технологий кинопроизводства, заменивших оптические спецэффекты цифровыми, сделало фронтпроекцию неактуальной. Последними известными фильмами, в которых она нашла применение, стали «Забытая мелодия для флейты» Эльдара Рязанова, «Скалолаз» Сильвестра Сталлоне и «С широко закрытыми глазами» Стенли Кубрика, до конца остававшегося поклонником этого метода. В настоящее время для совмещения актёрской сцены с фоном используется технология «хромакей» (англ. chroma key), разработанная в своё время для телевизионных спецэффектов.